# 长恨歌 (电视剧)
长恨歌是一部於2006年上映的35集中国电视剧，該電視劇改编自王安憶1995年的同名小说長恨歌，以1947年至1979年間的上海為背景，講述主人公王琦瑤的故事。该剧由丁黑執導，蔣麗萍擔任編劇，黄奕（出演青少年王琦瑤）、張可頤（出演中老年王琦瑤）、謝君豪、吳興國、徐峥等人主演。

## 拍摄
2004年7月該電視劇在苏州大学开拍，2004年8月移师上海。 该剧于2006年3月28日在上海电视台首播。 